# Johann Gottlieb Schmidt (Maler)
Johann Gottlieb Schmidt (* 1801 in Johanngeorgenstadt; † nach 1845) war ein deutscher Maler.
Der aus dem sächsischen Erzgebirge stammende Schmidt wurde in Dresden zum Künstler ausgebildet. Er weilte zu Studienreisen u. a. in Berlin und Hannover. Im letztgenannter Stadt hielt er sich längere Zeit auf, vor allem um das Jahr 1842.
Schmidt wurde bekannt durch gemalte Porträts, historische Darstellungen und Genrebilder. Von Georg Kaspar Nagler wurde er als namhafter Künstler seiner Zeit bezeichnet.